# Fernand Lapierre
Fernand Lapierre, né en 1939 ou 1940, est un organiste québécois. Pendant une vingtaine d'années à partir de 1969, il est l'organiste des Expos de Montréal et le responsable de l'ambiance musicale lors des matchs de baseball de l'équipe au Parc Jarry, puis au Stade olympique de Montréal. 

## Biographie
Fernand Lapierre apprend la musique à l'oreille à l'âge de 6 ans en jouant Cruising Down the River (en) sur l'accordéon de son frère. Il ne se met à l'orgue qu'au début des années 1960 : à l'âge de 22 ans, il est employé chez Willis & Co. (en) à Montréal, où il est entre autres chargé de faire la démonstration de différents types d'orgue, notamment électriques. Il joue lors de fêtes, mariages et cérémonies et est découvert à la place Alexis-Nihon par Marc Coutier,, directeur des opérations des Expos de Montréal, au lendemain du premier match de la nouvelle franchise de la Ligue majeure de baseball au Stade du Parc Jarry. Rapidement, Lapierre devient le nouvel organiste des Expos, qui sont insatisfaits de leur premier choix, accusé de « manquer d'entrain » et d'être incapable de « susciter l'enthousiasme des partisans ». 
Lapierre est un succès instantané au Parc Jarry et inspire d'autres personnages iconoclastes qui marqueront les premières années du club, notamment le « gigueur » des estrades, Claude Desjardins. Responsable de l'ambiance sonore, il possède un arsenal d'effets musicaux qui accompagnent les situations de jeu, interprète la musique qui précède les frappeurs lors de leurs tours au bâton, et contribue à faire du baseball majeur hors des États-Unis une expérience unique et pittoresque, incorporant une touche locale et du folklore québécois aux airs de polka et de samba. Dans le monde du baseball, sa réputation dépasse rapidement Montréal et les frontières de la Ligue nationale : le propriétaire des Athletics d'Oakland, Charlie O. Finley (en), qualifie Lapierre de « membre le plus important des Expos ».
Son interprétation à l'orgue de Les Expos sont là, chanson thème des Expos de Montréal interprétée par Marc Gélinas, demeure indissociable du club aujourd'hui disparu. Outre ce morceau, Valderi, Valdera, est un incontournable des matchs des Expos pendant une vingtaine d'années. Lors des trois premières saisons des Expos, Lapierre, qui joue toujours les morceaux à l'oreille, n'interprète pas les hymnes nationaux à l'orgue, de peur de commettre une bourde. Un enregistrement est plutôt diffusé au début du match. Au courant de la quatrième année, le son de l'enregistrement habituel ne résonne pas dans le stade en raison d'un souci technique. Lapierre n'a d'autre choix que de rapidement entamer les morceaux à l'orgue, ce qu'il continuera à faire par la suite.
Après la saison 1972, Lapierre quitte les Expos après une dispute : ceux-ci refusent d'augmenter son salaire de 5 000 à 8 000 dollars et de lui accorder les deux semaines de vacances payées qu'il exige. Le directeur-gérant de l'équipe, Jim Fanning, essuie une pluie de critiques pour son traitement cavalier du musicien, et Lapierre est rengagé en 1973. Il demeure présent aux matchs locaux au Parc Jarry jusqu'à la dernière saison en 1976, puis suit le club au Stade olympique de Montréal à partir de 1977.

## Discographie

### Albums
Albums distribués par Trans-Canada Maximum :
- Fernand Lapierre
- Fernand Lapierre s'expose
- Fernand Lapierre à l'orgue
- Noël avec Fernand Lapierre à l'orgue Hammond
- Fernand Lapierre à l'orgue : vol. 10 : Joyeux Noël
- Fernand Lapierre au Parc Jarry
- Fernand Lapierre à l'orgue : vol. 8
- Fernand Lapierre vous invite à danser : vol. 7
- Orgue western : vol. 6 / Fernand Lapierre
- 28 hits
- Aloha
- Dansez

### Morceaux sur des compilations
- Le Noël des pauvres sur Les plus belles chansons de Noël (1975)
- C'est Noël rock, Pot pourri de valses, La neige sur Noël à l'orgue avec les meilleurs organistes québécois (Disques Mérite, 1993)
- Rubber Dolly sur 20 grands classiques du folklore québécois : vol. 3 (Gaie-T Musique, 1999)